# Hydroscapha sharpi
Hydroscapha sharpi is een keversoort uit de familie Hydroscaphidae. De wetenschappelijke naam van de soort is voor het eerst geldig gepubliceerd in 1887 door Reitter.